# Pseudegestula worleyi
Pseudegestula worleyi är en snäckart som först beskrevs av Powell 1928.  Pseudegestula worleyi ingår i släktet Pseudegestula och familjen Charopidae. Inga underarter finns listade i Catalogue of Life.